# Забел Єсаян
Забел Єсаян (вірм. Զապէլ Եսայեան; 4 лютого 1878–1943) — османська вірменська письменниця, перекладачка, професор літератури.

## Біографія
Забел Говганесян народилася уночі 4 лютого 1878 року в сім'ї Мкртіча Говганесяна у Сілагдарі, поблизу Скутарі, під час Російсько-турецької війни. Вона відвідувала початкову школу Святого Хреста (Սուրբ Խաչ).
У 1895 році поїхала до Парижа, де вивчала літературу й філософію у Сорбонні. Під враженням від французького романтизму та відродження вірменської літератури у XIX столітті, почала писати сама. Перший її вірш («Нічна пісня») з'явився у періодичному виданні Аршака Чобаняна Tsaghik (Квітка) у 1895 році. Публікувала оповідання, есе, статті та переклади (французькою й вірменською) у таких виданнях як Mercure de France, L'Humanité, Massis, Anahit, та Arevelian Mamoul. Під час перебування в Парижі вийшла заміж за художника Тіграна Єсаяна. У них було двоє дітей, Софі та Грант.
Після Молодотурецької революції у 1908 році Забел Єсаян повернулася до Константинополя. У 1909 році вона відвідала Кілікію та опублікувала серію статей про різню в Адані. Трагічна доля вірмен Кілікії стала також предметом її книги Посеред руїн (Աւերակներու մէջ, Константинополь, 1911), новели Прокляття (1911) та оповідань Сафие (1911), та Нова наречена (1911).
Забел Єсаян була єдиною жінкою у списку вірменських інтелігентів, що підлягали арешту і депортації Османським Молодотурецьким урядом 24 квітня 1915 року. Вона змогла уникнути арешту і вилетіти до Болгарії, а тоді на Кавказ, де працювала з біженцями, документуючи їхні свідчення жахів, що відбувалися під час геноциду вірмен.

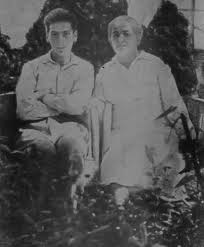
Забел Єсаян із сином Грантом

У 1918 році вона перебувала на Середньому Сході, організовуючи переселення біженців і сиріт. До цього періоду належать новели Остання чаша (Վերջին բաժակը) і Моя душа у вигнанні (Հոգիս աքսորեալ, 1919; перекладена англійською у 2014), де вона описує побачену несправедливість. Вона цілком підтримувала радянську Вірменію, і в романі Відступаючі сили (Նահանջող ուժեր, 1923) описувала соціально-політичні умови свого часу. Вона відвідала Вірменську РСР у 1926 році й невдовзі опублікувала свої враження у Прометей звільнений (Պրոմէթէոս ազատագրուած, Марсель, 1928). У 1933 році вона вирішила поселитися у радянській Вірменії зі своїми дітьми і у 1934 році взяла участь у першому з'їзді Списки письменників СРСР у Москві. Викладала французьку та вірменську літературу в Єреванському державному університеті і продовжувала писати. До цього періоду належать новела Сорочка з вогню (Կրակէ շապիկ, Єреван, 1934; перекладена російською 1936) і її автобіографічна книга Сади Силидар (Սիլիհտարի պարտէզները, Єреван, 1935; перекладена англійською у 2014).
Під час Великого терору її було звинувачено в «націоналізмі» й арештовано у 1937 році.  Вона померла за невідомих обставин: існує припущення, що вона померла у засланні, імовірно в Сибіру, в 1943 році.